# وابي سابي

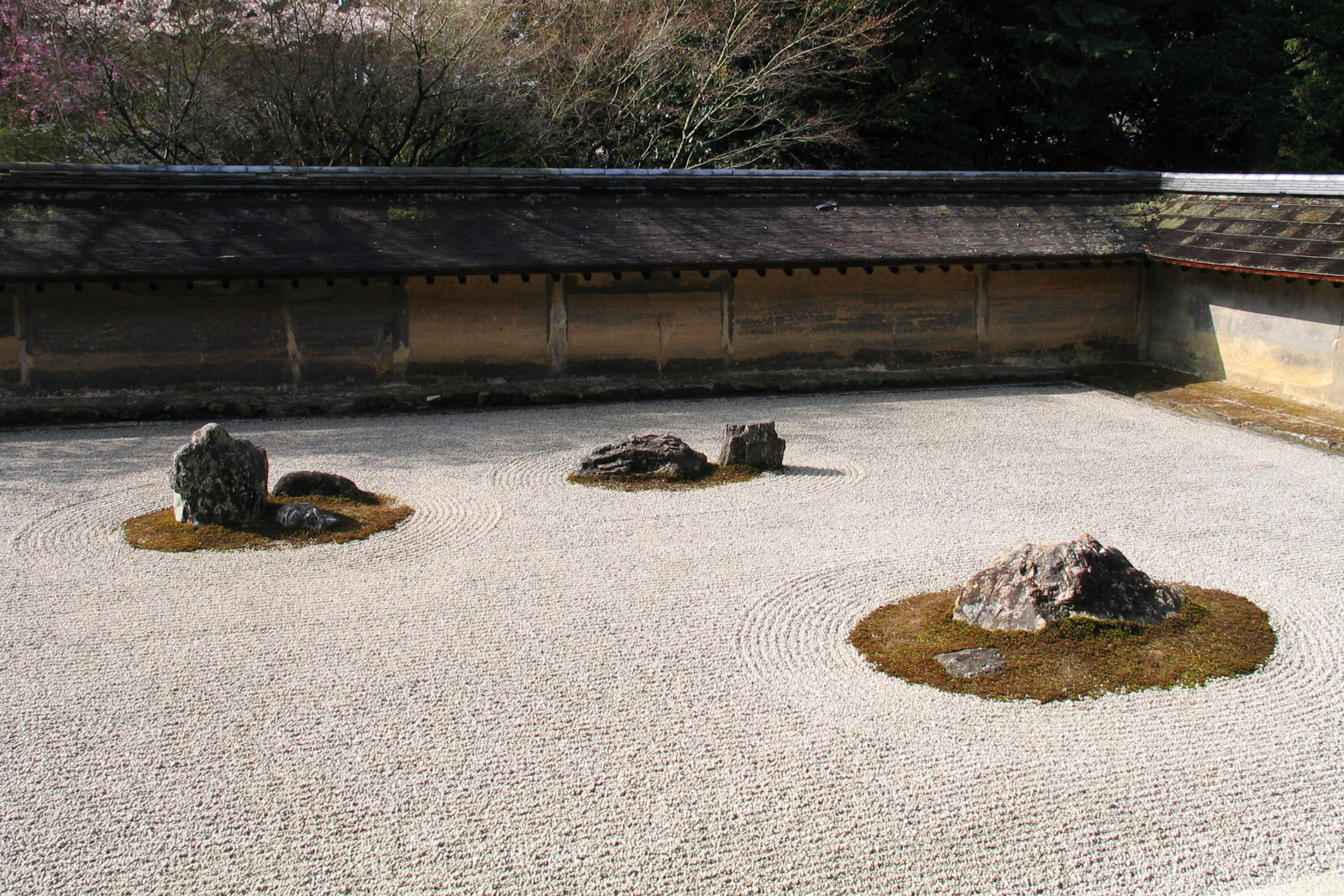
حديقة الزن في معبد ريوانجي. أنشئت خلال فترة الهيغاشياما. الجدران المبنية من الطين والتي تشكلت تدرجاتها مابين اللون البرتقالي والبني مع مرور الزمن تعبر عن الـ«وابي» وتلك الأحجار المهملة بعناية تمثل الـ«سابي».

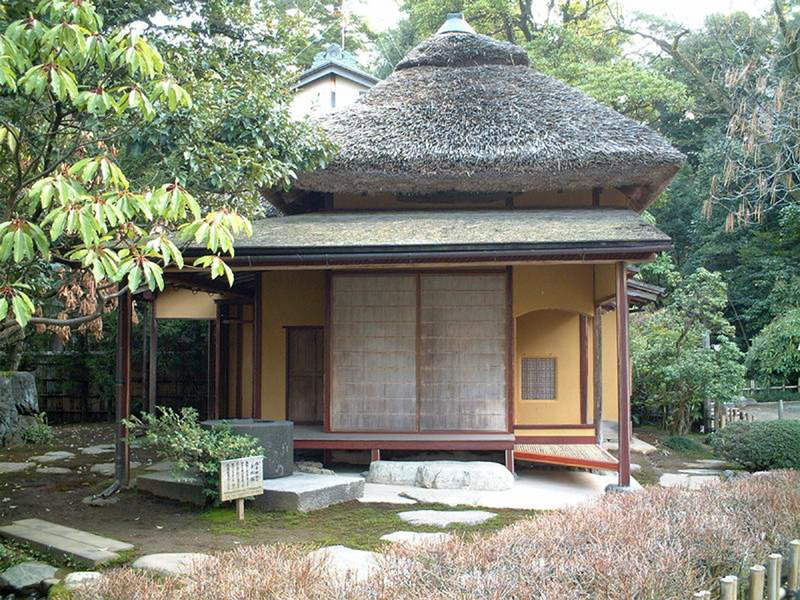
بيتُ ياباني للشاي (مجلس ضيافة يقدم فيه الشاي التقليدي) يبين مظاهر وسمات الـ"وابي-سابي" الجمالية في كينروكو-إن Kenroku-en (兼六園) "إحدى حدائق اليابان الخاصة".

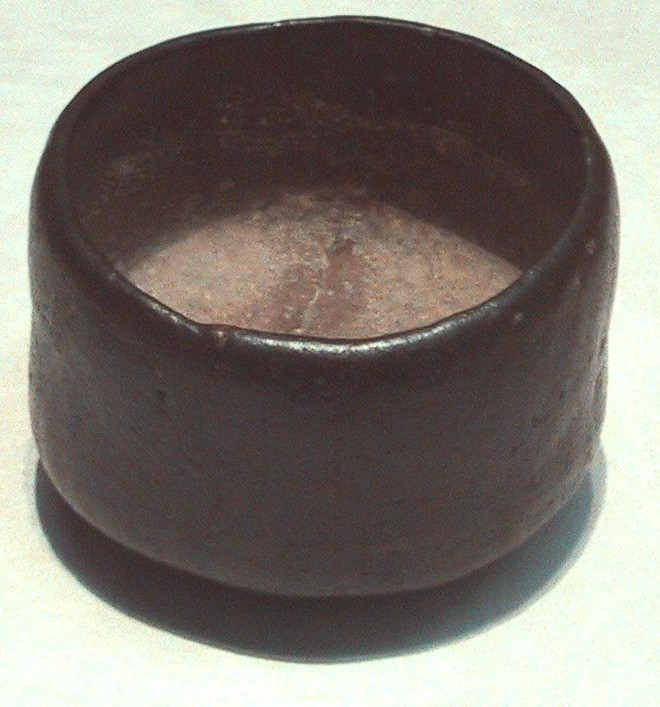
كوبٌ للشاي يمثل سمات وابي-سابي الجمالية والفلسفية يعود لحقبة آزوتشي-موموياما، القرن السادس عشر.

وابي-سابي  (Wabi-sabi (侘寂 هو مصطلح ياباني يرمز لفلسفة جمالية نشأت في اليابان وتركز على رؤية الجمال وسط كل شيء،  بالتالي هي فلسفة ترمي لتقبل الأشياء كما هي وعلى طبيعتها، بعيوبها وبشوائبها وبترهلاتها وبتآكلاتها وحتى بفنائها. فهذه الفلسفة اليابانية أحياناً تعرّف بأنها: «إيجاد الجمال في عدم الكمال» أو «الاكتفاء بعدم الاكتمال». هي مفهوم مشتق من تعاليم البوذية التي تنادي بالعلامات الثلاث للوجود - 三法印 sanbōin - وهن على النحو التالي:
- التغير أو إستمرارية تبدل الحال (無常 mujō).
- المعاناة (苦 ku).
- الفراغ أو غياب الطابع الذاتي «طبيعة النفس» (空 kū).
- خصائص فلسفة الوابي سابي الجمالية تتمثل بـ:

عدم التماثل، الحده (خشونةً أو مخالفةً)، البساطةُ والاقتصاد والتقشف، والتواضع، والعلاقة الحميمة (التعاطف أو تقبل الآخر)، وتقدير دورة حياة كل عنصر من عناصر الطبيعة وعمليات نموها ووهنها.

## وصف
وفقاً لـ ليونارد كورن Leonard Koren، وابي-سابي يمكن أن تعرّف بأنها " أكثر ميزة تقليدية يابانية تخص مفاهيم الجمال، وتحتل تقريباً المكانة ذاتها للبانتيون الياباني (تأثير الفكر الجمالي) من حيث التقديرات الجمالية وقيمها على المجتمع كما هو الحال بالنسبة للمجتمع الغربي مع فلسفة الإغريق الجمالية وتأثيرها عليهم.
بينما آندرو جونيبر وكما دوّن يقول: «إذا كان هناك عنصرًا أو تعبيرًا بإمكانه أن يجلب أو يمرر من خلالنا شعوراً بالسكينة وملامح الحزن وتوق روحي في آن معاً فلا بد أن يكون ذلك العنصر أو التعبير قد تم وفقاً أو من خلال الـ وابي-سابي».
أما ريتشارد بويل فيقول: «الـ وابي-سابي تربينا على الإقرار بأن كل شيء أصيل هو في الواقع له ثلاثة حقائق بسيطة: لا شئ يدوم، لا شيء ينتهي (يكتمل)، ولا شئ كامل أو مثالي».
أما المؤلف البوذي تارو غولد يصف الـ وابي-سابي بأنها: «الحكمة وجمال عدم الكمال أو جمالية العيوب».
المفردتان «وابي» و«سابي» لا يُترجمان بسهولة. «وابي» وبالرجوع لمصدرها الأصلي ترمز لمعنى بلاغي يعبر عن الوحدة في العيش مع الطبيعة، أو بعيدًا عن الناس، وقد ترمز أيضاً للعزلة. بينما «سابي» تعنى السكون، الوهن والذبول.
هذه المعاني بدأت تتبدل وتأخذ دلالات إيجابية حوالي القرن الرابع عشر. فكلمة «وابي» الآن تعنى ضمنياً البساطة الريفية، النضارة والهدوء أو السكينة الآمنة وهذه الصفات أو الدلالات تستخدم لكل من البشر أو ما يصنعه البشر أو الطبيعة على حد السواء. كذلك مفردة «سابي» حيث صارت تستخدم للدلالة على جمالية الصفاء أو السكينة تلك التي تأتي مع التقدم بالعمر والنمو (فهي تسخدم لدى اليابانيين للتعبير عن الصدأ).
بعد قرون من دمج وتداخل تأثيرات جمالية وبوذية من الصين، بدأت تتشكل «وابي-سابي» كفلسفة أو مجموعة مفاهيم في الفكر الياباني.
وبمرور الوقت هذه المعاني الخاصة بـ وابي وسابي تبدلت لتصبح أكثر من مجرد تلميحات رمزية أو تعبيرية وبالذات من قبل الفئات النبيلة من المجتمع الياباني آنذاك (حوالي 700 مئة عام تقريباً). تفهم الفراغ والعيوب أو عدم الكمال كان بمثابة أول خطوة كريمة تجاه التنوير أو تفهم الساتوري «مصطلح بوذي يرمز للصحوة».

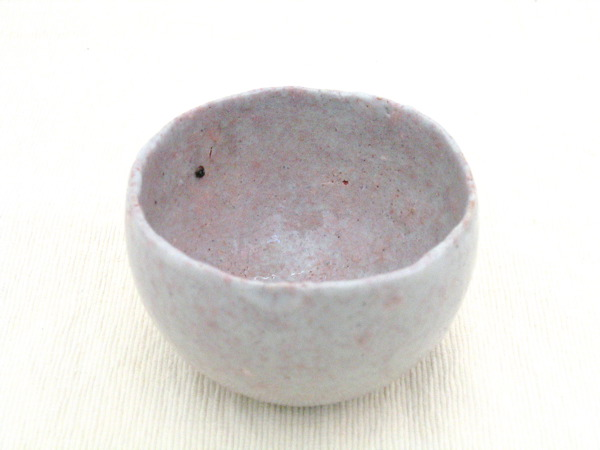
وعاء شاي حديث مصنوع على نمط وابي-سابي

الـ وابي-سابي عادة ما تختزل في كتب الفن بأنها: «الحكمة من بساطة الطبيعة» أو بما يعرّف بـالجمال المعيب. ولتوضيح ذلك النمط من خلال مثال جيد لهذا التجسيد الذي عادة ما يرى أو يلتمس من خلال أنماط الخزف الياباني. وتحديداً في احتفاليات الشاي الياباني (شاي الضحى أو قبيل الظهر)، حيث الأوعية الخزفية المستخدمة غالباً ما تبدو مهترئة أو قديمة ويتخللها الصدأ وتكون بسيطة غير متكلفة بالتفاصيل والألوان أو الأشكال.
وباختصار فإن فلسفة وابي-سابي هي تدريب حيث يتعلم فيه التلميذ «المتدرب للوابي سابي» إيجاد الإثارة والجمال في أكثر العناصر أو الأدوات بساطةً مهما كانت مألوفة أو معتادة أو حتى معهودة فهو سيجد فيها دوما شيئاً يجذبه وشيئاً يستحق التقدير فيها.
على الرغم من أن مفهوم الـ وابي-سابي مشتق من فلسفة أو نظرة دينية في الأساس، إلا أنه بات مصطلحاً يستخدم غالباً لدى غالبية اليابانيين ولا يقتصر على المتعبدين المتدينين وحدهم!

## أنظر أيضًا
- ما
- وا